# Hazar
Hazar – osiedle w zachodnim Turkmenistanie, w wilajecie balkańskim, w granicach miasta na prawach etrapu Balkanabat, w zachodniej części półwyspu Çeleken, nad brzegiem Morza Kaspijskiego. W 2022 roku liczyło ok. 14,7 tys. mieszkańców. Ośrodek wydobycia nafty i gazu oraz przemysłu chemicznego (zakłady produkcji soli jodobromowej) i węglowego (fabryka sadzy technicznej). W mieście działa muzeum historyczno-rewolucyjne.
Miejscowość została założona w 1950 roku przy polach naftowych istniejących od końca XVII wieku i nosiła pierwotnie nazwę Çeleken (Czeleken). W 1956 roku otrzymała prawa miejskie, a w 2002 roku została przemianowana na Hazar.